# Juan Alberto Melgar Castro
Juan Alberto Melgar Castro (Marcala, 20 giugno 1930 – San Pedro Sula, 2 dicembre 1987) è stato un generale honduregno.
È stato Presidente dell'Honduras dall'aprile 1975 all'agosto 1978. Il generale Melgar Castro andò al potere dopo un colpo di stato subito nel 1975 dall'allora Presidente Oswaldo López Arellano. 
| Controllo di autorità | VIAF (EN) 4831154387114130970001 · GND (DE) 117243218X |